# Lokal-endliches Maß
Ein lokal-endliches Maß ist in der Mathematik, genauer in der Maßtheorie, eine Abbildung, die Teilmengen von topologischen Räumen ein abstrahiertes Volumen zuordnet. Die lokale Endlichkeit ist eine wichtige Eigenschaft bei der Untersuchung von Maßen auf topologischen Räumen, weil sie für jeden Punkt die Existenz einer Umgebung mit endlichem Maß garantiert.

## Definition
Gegeben sei ein Hausdorff-Raum {\displaystyle (X,\tau )} sowie eine σ-Algebra {\displaystyle {\mathcal {A}}}, die mindestens die Borelsche σ-Algebra {\displaystyle {\mathcal {B}}:=\sigma (\tau )} enthält, also {\displaystyle {\mathcal {A}}\supset {\mathcal {B}}}. Dann heißt ein Maß
{\displaystyle \mu :{\mathcal {A}}\to [0,\infty ]}
ein lokal-endliches Maß, wenn für jedes {\displaystyle x\in X} eine offene Umgebung {\displaystyle U_{x}} existiert, so dass {\displaystyle \mu (U_{x})<\infty }.

## Beispiele
- Jedes endliche Maß ist lokal-endlich.
- Das Lebesgue-Maß ist lokal-endlich, eine mögliche offene Umgebung endlichen Maßes von {\displaystyle x} wäre {\displaystyle (x-\epsilon ,x+\epsilon )} für {\displaystyle \epsilon >0}.

## Eigenschaften
Ist {\displaystyle \mu } lokal-endlich, so hat jede kompakte Menge endliches Maß. Denn es ist
{\displaystyle K\subset \bigcup _{x\in K}U_{x}},
aber aufgrund der Kompaktheit existiert eine endliche Teilüberdeckung {\displaystyle (U_{x_{i}})_{i=1,\dots ,n}} und damit
{\displaystyle \mu (K)\leq \sum _{i=1}^{n}\mu (U_{x_{i}})<\infty }.
Ist {\displaystyle X} lokalkompakt, so gilt auch die Umkehrung, also dass {\displaystyle \mu } genau dann lokal-endlich ist, wenn jede kompakte Menge endliches Maß hat.

## Verwandte Konzepte

### Borel-Maße
Ist ein lokal-endliches Maß auf der Borelschen σ-Algebra definiert, so nennt man es auch ein Borel-Maß. In der Literatur finden sich aber zahlreiche unterschiedliche Konzepte von Borel-Maßen, die sich teils erheblich unterscheiden. Daher ist hier immer ein genauer Abgleich mit der entsprechenden Definition notwendig.

### Radon-Maße
Ein Radon-Maß ist ein lokal-endliches Maß auf der Borelschen σ-Algebra, das von innen regulär ist. Von innen regulär bedeutet dabei, dass für alle {\displaystyle A\in {\mathcal {B}}} gilt
{\displaystyle \mu (A)=\sup\{\mu (K)\,|\,K\subset A,\,K{\text{ kompakt}}\}}.
Wie auch Borel-Maße werden Radon-Maße in der Literatur nicht einheitlich verwendet, ein Abgleich mit den entsprechenden Definitionen ist notwendig.